# Африканская трёхпёрстка

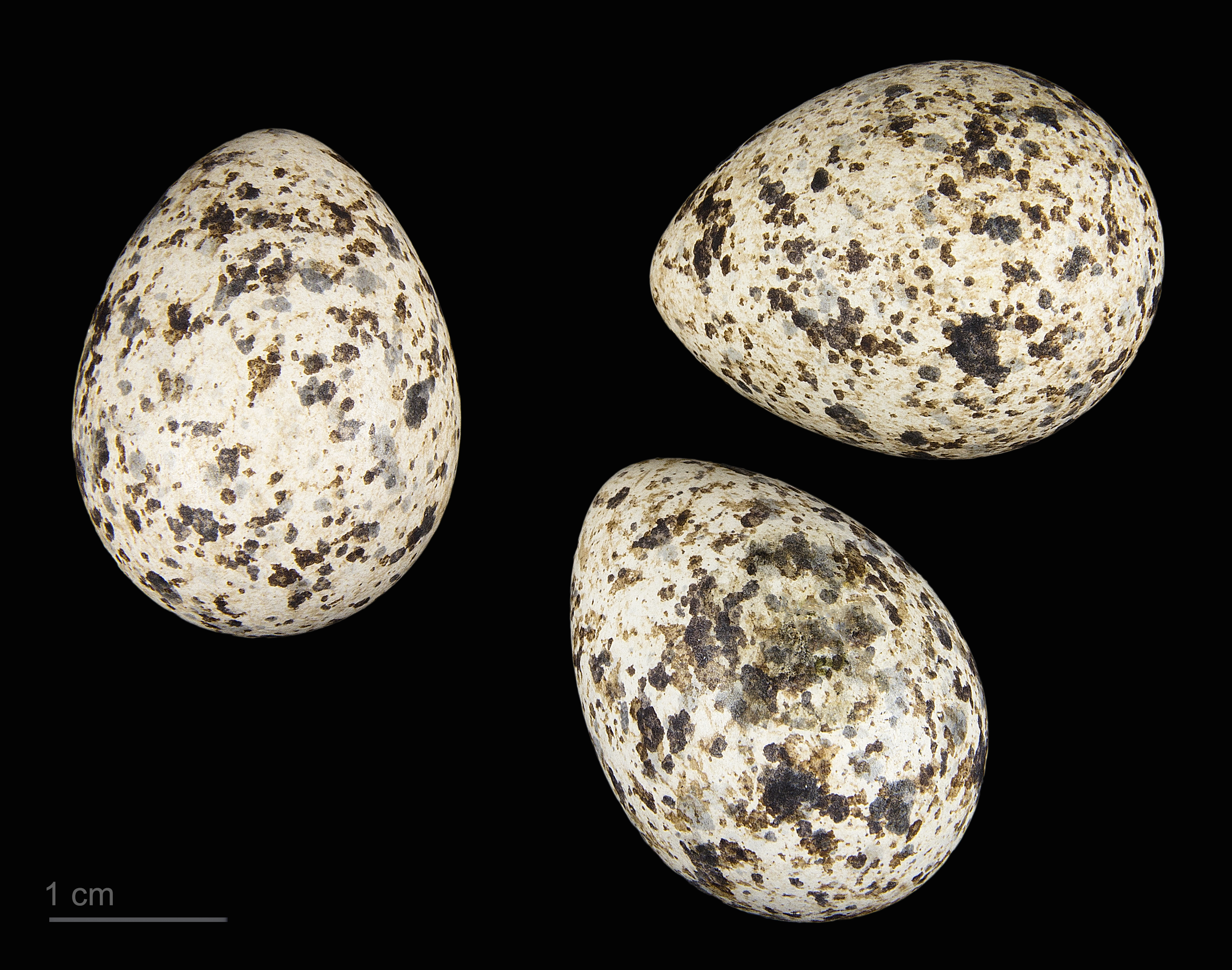
яйцо Turnix sylvaticus — Тулузский музей

Африканская трёхперстка (лат. Turnix sylvaticus) — вид птиц из семейства трёхпёрсток. Выделяют 9 подвидов.

## Описание
Африканская трёхпёрстка достигает длины 13—15 см; самцы весят от 32 до 60 г, а самки от 39 до 74 г. По внешнему виду очень похожа на маленького перепела. Она отличается от него более длинным клювом и более длинными ногами. Тело кругловатое и компактное, шея очень короткая, а голова маленькая. Крылья широкие, длиной примерно от 8 до 10 см, хвост короткий и клиновидный. Ноги трёхпалые с короткими когтями. Глаза большие, жёлтые, клюв тонкий, слегка изогнутый книзу. Носовые отверстия находятся приблизительно по середине надклювья. Верхняя часть тела, а также хвост тёмно-коричневые с тёмным чешуйчатым рисунком, маховые перья чёрно-коричневые, а кроющие крыла жёлто-коричневого цвета с чёрными пятнами. Красноватые цвета доминируют на затылке и на лбу. Лицо светло-коричневое, покрыто маленькими, тёмными крапинами. Светло-серое горло разделено тёмно-серой полосой. Шея и боковые стороны покрыты чёрными пятнами. Брюхо окрашено в белый цвет. Клюв птицы тёмно-серый, ноги от жёлтого до жёлто-серого цвета. В целом самец меньше и бледнее чем самка, молодые птицы светло-коричневые с тёмными крапинами.  

## Распространение
Ареал вида охватывает Китай, Тайвань, Южную и Переднюю Азию, Аравийский полуостров, Африку к югу от Сахары и Северную Африку. Отдельные популяции в Южной Испании и Португалии вымерли. Птица живёт на открытых, поросших кустарником ландшафтах, таких как буш, саванны и опушки леса. Иногда она населяет также очень сухие области, такие как пустыни и степи в Азии. Её можно встретить также в дождевых и муссонных лесах на высоте до 2400 м над уровнем моря. Это оседлая птица во всей области распространения.

## Образ жизни
Африканская трёхпёрстка — это робкая птица, живущая уединённо парами или небольшими группами до 5 особей. Каждая группа имеет участок. Птица летает редко и плохо, во время полёта возникает жужжащий шум. При опасности птица ложится на землю, а если это не помогает, она бежит зигзагообразно, взлетая только в случае, когда побег безнадёжен. Африканская трёхпёрстка питается преимущественно семенами. Она ищет пищу только днём, роя ногами землю. Самка кричит в брачную пору на рассвете и ночью приглушённо «хуу-хуу-хуу».

## Размножение
Токование начинается в зависимости от области распространения в разное время: в южной Европе и в Африке — весной, в Южной Азии — в сезон дождей, а в Восточной Африке — в январе. Самка спаривается чаще с несколькими самцами и затем ищет подходящее место для гнезда. Гнездо из веток и стебельков диаметром 20 см сооружается на земле между кустами и в высокой траве. Оно набивается травой и листьями. Самка кладёт от 4-х до 5-и красновато-белого цвета с серыми крапинами яиц. Они весят от 5 до 6 г, длиной 25 мм и шириной 20 мм. Сначала кладку высиживает самка, затем преимущественно самец. Высиживание длится от 12 до 14 дней. Птенцы покидают гнездо и следуют за родителями уже через несколько дней. В возрасте 2-х недель они встают на крыло, через 3 недели они покидают своих родителей, а через несколько месяцев они уже становятся половозрелыми. За год может происходить несколько кладок.